# 河原温
河原温（1933年1月2日—2014年6月27日）是日本艺术家。观念艺术家。出生於愛知縣刈谷市。主要作品是《日期绘画》系列等。

## 外部連結
- https://bijutsutecho.com/artists/137 （页面存档备份，存于） - 美術手帖
- https://www.tobunken.go.jp/materials/bukko/247367.html （页面存档备份，存于） - 東京文化財研究所
- 河原温 （页面存档备份，存于） - Kotobank